# Naczelny Komitet Ludowy Zjednoczonych Stronnictw Demokratycznych i Socjalistycznych
Naczelny Komitet Ludowy Zjednoczonych Stronnictw Demokratycznych i Socjalistycznych (do października 1943 r. pod nazwą Lewicowy Ośrodek Polityczny) – porozumienie polityczne Robotniczej Partii Polskich Socjalistów, Polskiego Stronnictwa Demokratycznego, Polskiej Ludowej Akcji Niepodległościowej działające od kwietnia 1943 do lutego 1944 r. mające stanowić alternatywę polityczną dla Polskiej Partii Robotniczej jak również obozu politycznego Rządu RP na uchodźstwie. W grudniu 1943 r. NKL opublikował własną deklarację polityczną, nie odbiegającą jednakże w swych ogólnych zarysach od platformy politycznej RPPS przyjętej na III Zjeździe. W swej deklaracji programowej przyjął zasadę natychmiastowego przeprowadzenia reformy rolnej bez wykupu i uspołecznienia środków produkcji. Dla podkreślenia negatywnego stosunku do rządu londyńskiego deklaracja NKL zrywała z konstytucją z 1935, która stanowiła podstawę legalizmu rządu londyńskiego. Przewodniczącym Naczelnego Komitetu Ludowego był:  Wacław Barcikowski, sekretarzem Stanisław Chudoba, a po jego aresztowaniu Teofil Głowacki.
NKL spełniał funkcje zwierzchnika politycznego Polskiej Armii Ludowej.
W lutym 1944 r. po przystąpieniu do NKL-u kolejnych grup demokratycznych i syndykalistycznych NKL został przekształcony na Centralny Komitet Ludowy.